# Bad Gottleuba-Berggießhübel
Bad Gottleuba-Berggießhübel är en stad i Landkreis Sächsische Schweiz-Osterzgebirge i förbundslandet Sachsen i Tyskland. Staden har cirka 5 500 invånare.
Staden ingår i förvaltningsområdet Bad Gottleuba-Berggießhübel tillsammans med kommunerna Bahretal och Liebstadt.

Tillverkare av kaffekvarn